# Liang (Familienname)
Liang ist ein chinesischer Familienname 梁 (liáng). 

## Namensträger
- Liang (Huai), Gemahlin des Jin-Kaisers Huai
- Konkubine Liang (62–83), leibliche Mutter des Han-Kaisers He
- Alex Liang (* 1971), US-amerikanischer Badmintonspieler chinesischer Herkunft
- Awonder Liang (* 2003), US-amerikanischer Schachspieler
- Liang Baohua (* 1945), chinesischer Politiker (Volksrepublik China)
- Liang Baotang (* 2003), chinesischer Sprinter
- Callina Liang, kanadische Schauspielerin
- Liang Chen (1864–1917), Diplomat der Qing-Dynastie
- Liang Chen (Tennisspielerin) (* 1989), chinesische Tennisspielerin
- Liang En-shuo (* 2000), taiwanische Tennisspielerin
- Liang Fa (1789–1855), protestantischer Prediger
- Liang Geliang (* 1950), chinesischer Tischtennisspieler
- Liang Guanglie (1940–2024), chinesischer General und Politiker
- Hanni Liang (* 1993), deutsch-chinesische Pianistin
- Liang Ji († 159), chinesischer Politiker der Han-Zeit
- Liang Jiahong (* 1988), chinesischer Sprinter
- Liang Jinfeng (* 1944), chinesischer Experte für taiwanische Heimatliteratur
- Liang Jing (Schauspielerin) (* 1972), chinesische Schauspielerin und Produzentin
- Liang Jing (Radsportlerin) (* 1985), chinesische Radsportlerin
- Liang Jingkun (* 1996), chinesischer Tischtennisspieler
- Liang Jinsheng (* 1996), chinesischer Sprinter
- Liang Jui-wei (* 1990), taiwanischer Badmintonspieler
- Liang Kai, Maler der Südlichen Song-Dynastie
- Lei Liang (* 1972), chinesisch-amerikanischer Komponist, Pianist, Musikwissenschaftler und Musikpädagoge
- Liang Na (116–150), Gemahlin des Han-Kaisers Shun
- Liang Nuo (* 1999), chinesische Sprinterin
- Liang Nüying († 159), erste Gemahlin des Han-Kaisers Huan
- Olivia Liang (* 1993), US-amerikanische Schauspielerin
- Paul Liang Jiansen (* 1964), chinesischer Geistlicher, römisch-katholischer Bischof von Jiangmen
- Liang Qichao (1873–1929), chinesischer Gelehrter, Journalist, Philosoph und Reformist der Qing-Dynastie
- Liang Qin (* 1972), chinesische Fechterin
- Liang Qing (* 1971), US-amerikanischer Badmintonspieler chinesischer Herkunft, siehe Alex Liang
- Liang Qiuping (* 1988), chinesische Leichtathletin
- Liang Qiuxia (* 1950), chinesische Badmintonspielerin
- Liang Qiuzhong (* 1966), chinesischer Bogenschütze
- Liang Reng-Guey (* 1950), taiwanischer Skilangläufer
- Liang Rui (* 1994), chinesische Leichtathletin in der Disziplin Gehen
- Liang Shuming (1893–1988), chinesischer Philosoph
- Liang Sicheng (1901–1972), chinesischer Architekt, Bau- und Architekturhistoriker, Denkmalpfleger und Ausbilder, Sohn von Liang Qichao
- Liang Sili (1924–2016), chinesischer Raketenwissenschaftler
- Liang Weikeng (* 2000), chinesischer Badmintonspieler
- Liang Wenbin (* 1995), chinesischer Eishockeyspieler
- Liang Wenbo (* 1987), chinesischer Snookerspieler
- Liang Wenfeng (* 1985), chinesischer Unternehmer
- Liang Wengen (* 1956), chinesischer Unternehmer
- Liang Wenhao (* 1992), chinesischer Shorttracker
- Liang Wu Di (464–549), Kaiser der Liang-Dynastie
- Liang Xiaojing (* 1997), chinesische Sprinterin
- Liang Xiaomu (* 1943), chinesische Badmintonspielerin
- Liang Xiaoyu (* 1996), singapurische Badmintonspielerin
- Liang Xinping (* 1994), chinesische Synchronschwimmerin
- Liang Yusheng (Autor) (梁玉繩) (1744–1819), chinesischer Autor
- Liang Yusheng (1924–2009), chinesischer Autor
- Liang Yushuai (* 2000), chinesischer Taekwondoin
- Liang Zongdai (1903–1983), chinesischer Dichter und Übersetzer